# Zhuang de Qiubei
Pour les articles homonymes, voir Zhuang.
Le zhuang de Qiubei est une langue taï-kadaï, de la branche taï, parlée en Chine, dans le Nord de la province de Yunnan par une partie des Zhuang.

## Localisation géographique
Le zhuang de Qiubei est parlé dans le xian de Qiubei, rattaché à la préfecture autonome zhuang et miao de Wenshan située dans le Sud est-du Yunnan.

## Classification interne
Le zhuang de Qiubei est un des parlers zhuang du Nord. Cela le rattache aux langues taï du Nord, un des groupes des langues taï, qui font partie de la famille de langues taï-kadaï.

## Sources
- (en) Zhang Yuansheng, Wei Xingyun, 1997, Regional Variations and Vernaculars in Zhuang, dans Jerold A. Edmondson, David B. Solnit (éditeurs), Comparative Kadai. The Tai Branch, pp. 77–95, SIL International and the University of Texas at Arlington Publications in Linguistics, vol. 124, Arlington, Summer Institute of Linguistics et The University of Texas at Arlington  (ISBN 1-55671-005-4)
- (en + zh) Sumittra Suraratdecha, Jerold A. Edmondson, Somsonge Burusphat, Qin Xiaohang, 2006, Northern Zhuang-Chinese-Thai-English Dictionary, Sayala, Institute of Language and Culture for Rural Development, Mahidol University  (ISBN 978-974-11-0687-5)